# Morfydd Clark
Morfydd Clark, přechýleně Morfydd Clarková, je velšská divadelní, televizní a filmová herečka, narozená 17. března 1989.

## Životopis a kariéra
Morfydd Clark se narodila 17. března 1989 ve Stockholmu ve Švédsku. Otec pochází ze Severního Irska a matka z Walesu. Ve věku 2 roky se s rodiči přestěhovala do Penarthu ve Walesu ve Velké Británii. Ve věku 7 let jí byla diagnostikována porucha pozornosti s hyperaktivitou (ADHD). Studovala 3 roky herectví na Drama Centre London. Hereckou kariéru zahájila malými rolemi na jevišti a v televizních seriálech. V roce 2013 přijala titulní roli v Theatr Genedlaethol Cymru (velšském národním divadle) ve hře Blodeuwedd. Později hrála i v několika filmech, avšak významně se filmově prosadila až v hororu Saint Maud v roce 2020, kdy za svoji roli byla nominována na cenu British Independent Film Awards a to v kategorii nejlepší herečka. Je také populární díky roli elfky Galadriel v americkém fantasy seriálu Pán prstenů: Prsteny moci z roku 2022.

## Galerie

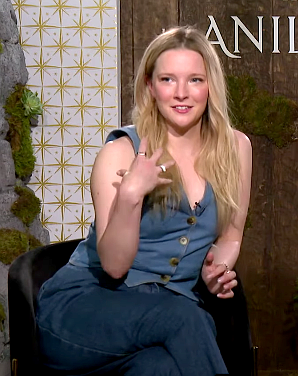
V roce 2022
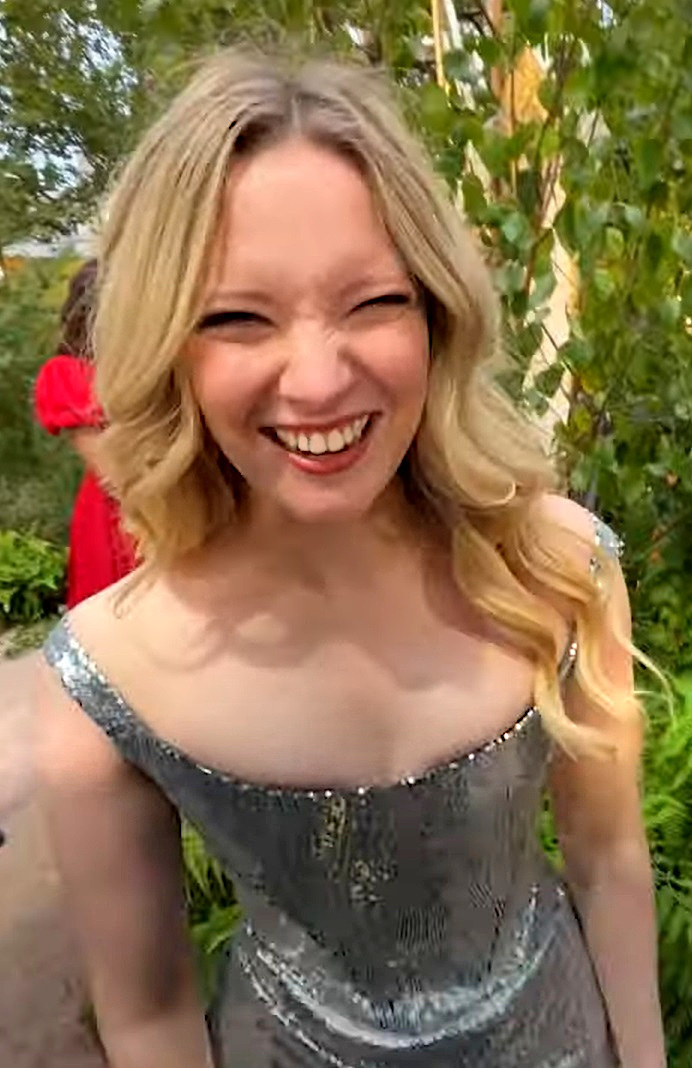
V roce 2022